# 逃亡遊戲
《逃亡遊戲》（英語：The Running Man）是一部2025年英美合拍反烏托邦黑色幽默動作驚悚片，改編自史蒂芬·金1982年的小說《奔跑的男人》，由艾德格·萊特執導，萊特和麥可·巴考爾共同編劇，葛倫·鮑威爾、威廉·梅西、李·佩斯、艾蜜莉雅·瓊斯、麥可·塞拉、丹尼爾·伊薩、潔米·勞森、柯爾曼·多明戈和喬許·布洛林主演。
《逃亡遊戲》由派拉蒙影業排定2025年11月14日於美國上映。

## 劇情
35歲的班·理查斯（葛倫·鮑威爾飾演）為了拯救病況危急的女兒，在節目製作人丹·奇利安（喬許·布洛林飾演）的說服下，決定參加全國收視率最高的電視節目《逃亡遊戲》，一個參賽者需要躲避來自世界各地的獵人追殺，以贏取獎金的致命遊戲節目。

## 演員
- 葛倫·鮑威爾飾演班·理查斯（Ben Richards），電視節目《逃亡遊戲》參賽者。
- 喬許·布洛林飾演丹·奇利安（Dan Killian），《逃亡遊戲》製作人。
- 李·佩斯飾演伊凡·麥康（Evan McCone），獵人。
- 潔米·勞森（英语：Jayme Lawson）飾演希拉·理查斯（Sheila Richards），班的妻子。
- 麥可·塞拉飾演布萊德利·斯羅克莫頓（Bradley Throckmorton），協助班的反抗軍。
- 柯爾曼·多明戈飾演鮑比·湯普森（Bobby Thompson），《逃亡遊戲》主持人。
- 艾蜜莉雅·瓊斯飾演愛蜜莉亞·威廉斯（Amelia Williams），被理查茲劫持的平民。
- 威廉·梅西飾演協助班逃亡的人。
- 大衛·札亞斯飾演理查德·曼努埃爾（Richard Manuel）
- 凱蒂·奧布萊恩飾演《逃亡遊戲》參賽者之一。
- 丹尼爾·伊薩（英语：Daniel Ezra）飾演《逃亡遊戲》參賽者之一。
- 卡爾·葛魯斯曼飾演獵人。
- 肖恩·海斯

## 製作
2017年5月，艾德格·萊特在推特上透露，他希望翻拍1987年的電影《魔鬼阿諾》。該片改編自史蒂芬·金1982年的小說《奔跑的男人》。2021年2月，派拉蒙影業宣布正在製作一部改編自該小說的電影，萊特獲選成為該片的導演，他將與麥可·巴考爾共同開發故事，巴考爾將擔任劇本創作。據透露新的改編電影並非翻拍《魔鬼阿諾》，而是「更忠實地」改編原著小說。賽門·金柏格和妮拉·派克擔任製片人，領域娛樂（Domain Entertainment）投資製作。2024年4月，葛倫·鮑威爾確定出演主角。10月，喬許·布洛林、李·佩斯、潔米·勞森、麥可·塞拉、艾蜜莉雅·瓊斯、威廉·梅西、凱蒂·奧布萊恩、丹尼爾·伊薩和卡爾·葛魯斯曼加入演出陣容。12月，大衛·札亞斯和肖恩·海斯加入演出陣容。2025年1月，柯爾曼·多明戈加入演出陣容。

### 拍攝
電影於2024年11月4日在英國展開主要攝影，並在溫布利球場拍攝了至少一週的動作場景。拍攝於2025年3月28日殺青。

## 發行
《逃亡遊戲》由派拉蒙影業排定2025年11月14日於美國上映。上映日期曾定於2025年11月21日和2025年11月7日。

## 外部連結
- 官方网站
- 互联网电影数据库（IMDb）上《逃亡遊戲》的资料（英文）